# 孙自筠
孙自筠（1935年6月—2023年1月3日），男，安徽寿县人，中国作家、教育工作者，内江师范学院文学院教授。曾任内江师范学院中文系副主任、党总支书记。代表作《太平公主》。

## 人物轶闻
1955年，孙自筠放弃万县市政府团总支副书记的官职，参加高考并一志愿录取兰州大学中文系。在反右运动期间，其被划为右派，下放农村劳改。大跃进时期，孙自筠在农村目睹了农民生活的困苦，便向党中央写信指出左倾错误，反映当时农村开始饥荒弥漫的真实情况。之后以“反革命罪”被逮捕，这也间接促使了兰大《星火》杂志的创办。